# 1932 في المغرب
تحتوي هذه المقالة على أهم الأحداث التي شهدتها المغرب في 1932، إضافة إلى أهم الشخصيات المغربية المولودة والمتوفية في هذه السنة.

## الحكم
- السلطان: محمد الخامس
- الحكم للإدارة الفرنسية في المغرب الحماية الفرنسية على المغرب 1912 - 1956.

- منطقة شمال المغرب وقتها كانت تحت حكم إسبانيا.
- المغرب الحالي وقتها كان سلطنة وليس مملكة كان يحكمها سلطان وليس ملك. وكان يسمى بلاد مراكش وليس المغرب.

## الأحـداث
- معركة تازيزاوت
- 1932 إنطلق مسار بداية تأسيس مجموعة أكوا، أسسها أحمد أولحاج أخنوش، والد عزيز أخنوش.[1]

## كـتب
- المعنون بـ«التعمير في المغرب» للكاتب « بونديس » الصادر سنة 1932.
- «الاقتصاد المغربي» للكاتب « روني هوفر ».[2]

## مواليد
- عبد الحميد احساين، من أعلام القراءة والتجويد في المغرب.
- محمد المزكلدي، فنان مغربي.
- محمد بن شقرون، كاتب ومفكر مغربي.
- أحمد عبد السلام البقالي، شاعر وأديب مغربي.
- محمد بن شريفة، باحث مغربي.
- 15 مايو 1932 - علي الصقلي الحسيني، أديب مغربي- مؤلف النشيد الوطني المغربي.
- 30 يوليوز 1932 - محمد بن الأمين بوخبزة، عالم دين مغربي.
- 27 أغسطس 1932 - محمد حمري، رسام ومؤلف مغربي.
- 5 نوفمبر 1932 - عثمان بن جلون، رجل أعمال مغربي.

## الـمراجع
1. ↑  من هو عزيز أخنوش رئيس حكومة المغرب المكلف؟ نسخة محفوظة 2021-09-10 على موقع واي باك مشين.
2. ↑  كتابة التاريخ الاقتصادي لمغرب القرن العشرين نسخة محفوظة 2021-09-09 على موقع واي باك مشين.

## وصلات خارجية
- (فيديو): الحياة في المغرب سنة 1932